# USS Savannah (CL-42)
USS Savannah foi um cruzador rápido da classe Brooklyn que serviu durante a Segunda Guerra Mundial nos teatros de operações do Atlântico e do Mediterrâneo.

## Segunda Guerra Mundial
Este cruzador realizou patrulhas no Atlântico e apoiou a invasão dos aliados na Operação Tocha (Novembro de 1942) e apoiou o desembarque aliado na Sicília e em Salerno (1943). Nas imediações de Salerno, no dia 11 de Setembro de 1943, uma bomba-voadora alemã, a Fritz X, causou numerosas vítimas a bordo e sérios danos na embarcação, o que exigiu reparos de emergência em Malta e reparos permanentes no Estaleiro Naval de Filadélfia. Após reparos e atualizações, a embarcação participou na missão que levou o presidente norte-americano à conferência de Ialta, em 1945.